# کریستی کانیون
کریستی کانیون (انگلیسی: Christy Canyon؛ زاده ۱۷ ژوئن ۱۹۶۶) یک بازیگر پورنوگرافی اهل ایالات متحده آمریکا است.